# مقاطعة ديلم
مقاطعة ديلم (بالفارسية: شهرستان دیلم) هي إحدى مقاطعات محافظة بوشهر الإيرانية. مركز المقاطعة هو مدينة بندر ديلم. يبلغ عدد السكان حوالي 30,000 نسمة، غالبيتهم من الفرس ويتكلمون بلغة الفارسية.